# ۴۸۱ (قمری)
۴۸۱ (قمری)، چهارصد و هشتاد و یکمین سال در گاهشماری هجری قمری است. اول محرم این سال برابر با دوم آوریل سال ۱۰۸۸ میلادی است.

## درگذشتگان
- ناصرخسرو شاعر، حکیم و جهانگرد ایرانی
- ۲۲ ذیحجه - خواجه عبدالله انصاری دانشمند و عارف مسلمان